# Aufhofen (Egling)

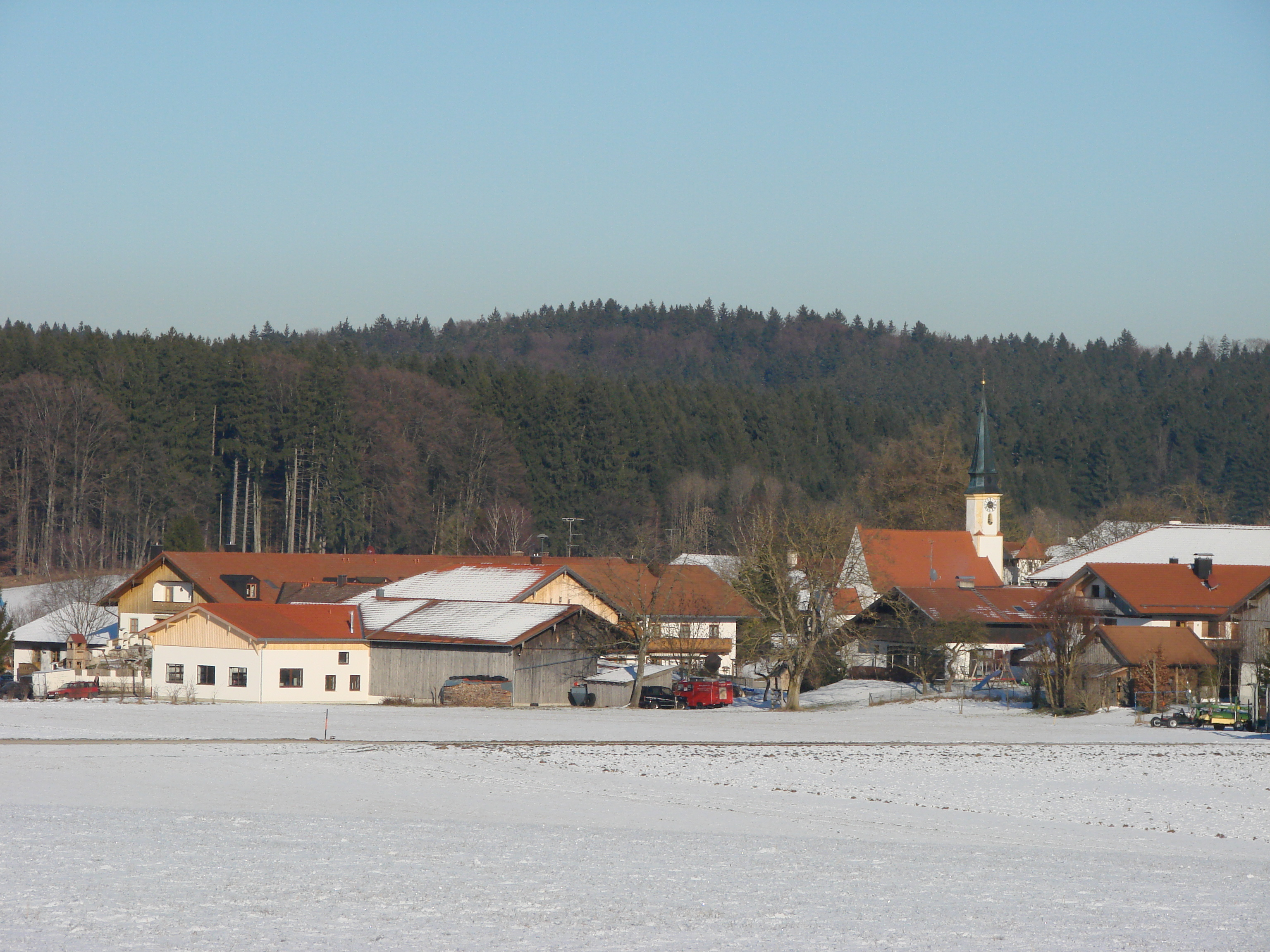
Blick nach Aufhofen

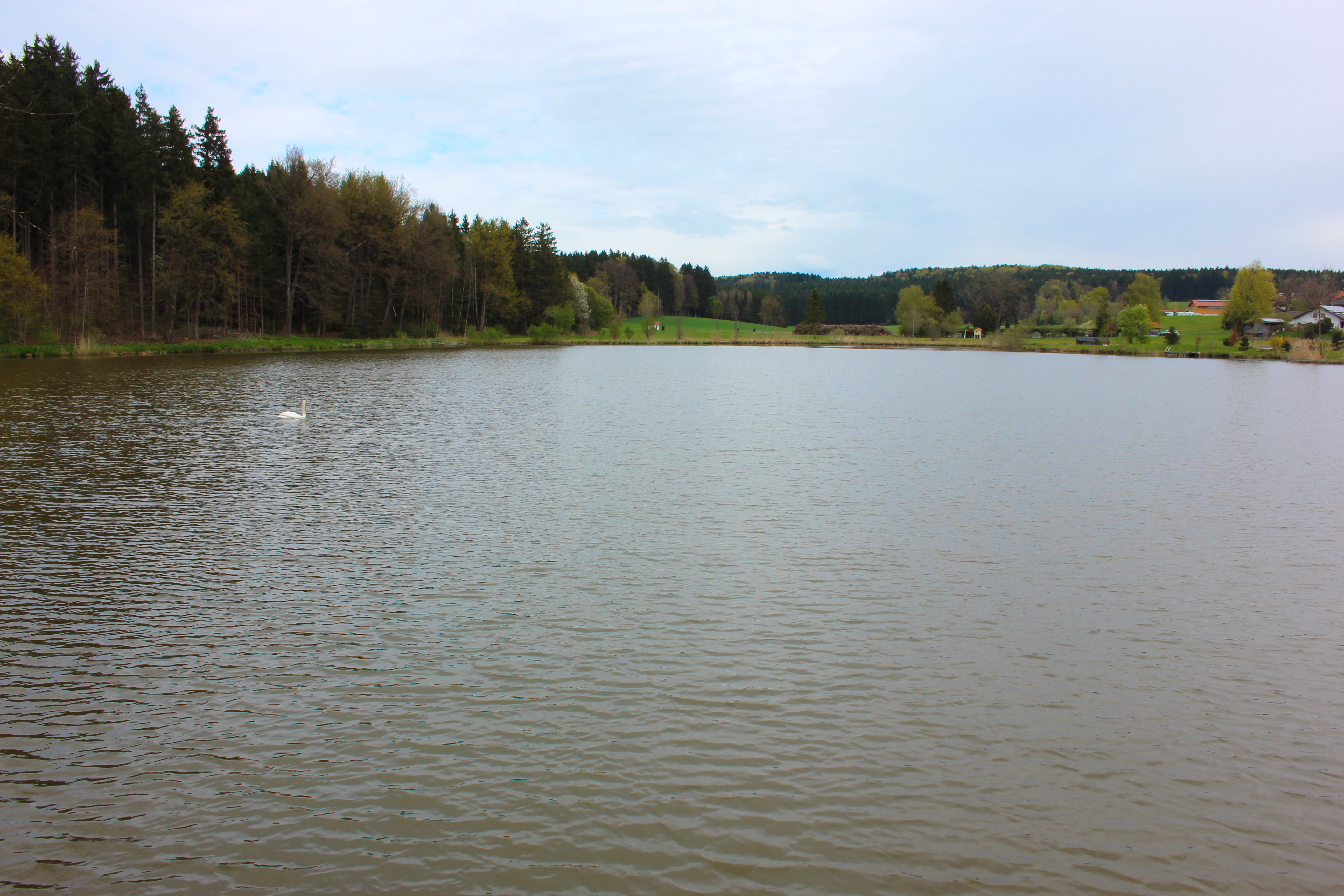
Weiher

Aufhofen ist ein Gemeindeteil von Egling im oberbayerischen Landkreis Bad Tölz-Wolfratshausen.. Das Kirchdorf liegt in Nord-Süd-Richtung zwischen München und Bad Tölz und in Ost-West-Richtung zwischen Wolfratshausen und Sauerlach.
Der Ort hat etwa 190 Einwohner. Früher gehörte Aufhofen zur Gemeinde Thanning. Im Rahmen der Gebietsreform wurde Thanning am 1. Januar 1973 zusammen mit vier weiteren Gemeinden zur neuen Gemeinde Egling zusammengeschlossen.

## Geschichte
Bereits seit 1315 ist Aufhofen als Filiale der Pfarrei Thanning erwähnt. Aufhofen war einst eine adelige Hofmark und nahm eine rechtliche Sonderstellung im Landgericht Wolfratshausen ein. Die Hofmark war keine der bedeutendsten in Bayern, denn es besaß kein Schloss, sondern nur ein Herrenhaus (der heutige Herrnbauer). Die Waldung hinter dem Weiher war einst Herrenhausbesitz, ein eigener Jäger betreute die herrschaftliche Jagd, aus dem Jägerhaus wurde später der Jägerwirt. 1605 erwarb der herzogliche Leibarzt Thomas Mermann von Schönburg die Hofmark. Den Weiher ließ 1721/22 der damalige Abt des Klosters Schäftlarn anlegen. Hierzu wurde der östlich des Weihers entspringende Almbach aufgestaut, der heute am Westende den Aufhofener Weiher verlässt und kurz vor Dettenhausen verrohrt Richtung Zulaufgraben geführt wird. In früherer Zeit war er der Hauptzulauf des Deininger Weihers.
Wie viele Hofmarksdörfer war Aufhofen reich an Handwerksgütln. Daran erinnern alte Hofnamen wie Beim Hafnergütl, Beim Schneidergütl, Beim Bergschuster, Beim Sattlergütl, Beim Schmied, Beim Webergütl, Beim Schuhmachergütl und Beim Kalköfler. Die Adelsherren, die Grund- und Gerichtsherren in ihrer Hofmark waren, wurden offenbar gut bedient.

## Filialkirche Sankt Valentin
Der älteste Teil der Kirche St. Valentin wurde 1408 errichtet. Eine Urkunde bezeugt die Weihe am 24. August 1408. Um 1705 entstand vermutlich ein neues Langhaus. Der Turm wurde 1767/68 neu errichtet. 1770 wurde die Kirche bunt ausgemalt.